# Список фільмів Walt Disney Animation Studios
«Walt Disney Animation Studios» — американська анімаційна студія зі штаб-квартирою в Бербанку, штат Каліфорнія, оригінальний підрозділ художніх фільмів «The Walt Disney Company». Фільми цієї студії часто називають «Disney Classics» чи «Disney Animated Canon».
Студія випустила 60 фільмів, починаючи з «Білосніжки та семи гномів» у 1937 році, одного з перших повнометражних анімаційних фільмів, а також першого, виробленого саме Сполучених Штатах. Останнім проєктами студії є «Енканто: Світ магії» (2021) та «Дивний світ» (2022).

## Фільмографія
До цього списку входять фільми, зроблені Walt Disney Animation Studios .
| Фільми за десятиліттям: | 1930-ті/1940-ті · 1950-ті · 1960-ті · 1970-ті · 1980-ті · 1990-ті · 2000-ні · 2010-ні · 2020ті |

### Випущені фільми
| #  | Фільм                              | Дата прем'єри     | Режисер(и) | Сценарист(и) | На основі | Продюсер(и)                                  | Композитор(и)                                    |
| -- | ---------------------------------- | ----------------- | --- | --- | --- | -------------------------------------------- | ------------------------------------------------ |
| 1  | «Білосніжка і семеро гномів»       | 21 грудня 1937    | Головний режисер: Девід Хенд Режисери: Біллі Коттрелл, Вілфред Джексон, Ларрі Морі, Перс Пірс і Бен Шарпстін                                                             | Дороті Енн Бланк, Річард Крідон, Меррілл Де Маріс, Отто Інгландер, Ерл Герд, Дік Рікард, Тед Сірс і Вебб Сміт                                                                                            | «Білосніжка» Брати Ґрімм | Walt Disney                                  | Френк Черчилль, Пол Сміт і Лі Харлайн            |
| 2  | «Піноккіо»                         | 7 лютого 1940     | Головні режисери: Гамільтон Луск і Бен Шарпстін Режисери: Норман Фергюсон, Джек Кінні, Вілфред Джексон, Т. Хі та Білл Робертс                                            | Авреліус Баталья, Біллі Коттрелл, Отто Інгландер, Ердман Пеннер, Джозеф Сабо, Тед Сірс і Вебб Сміт | «Пригоди Піноккіо» Карло Коллоді | Walt Disney                                  | Хейн і Сміт                                      |
| 3  | «Фантазія»                         | 13 листопада 1940 | Джеймс Алгар, Семюел Армстронг, Форд Бібі, Норм Фергюсон, Девід Хенд, Джим Гендлі, Т. Хі, Вілфред Джексон, Гамільтон Луске, Білл Робертс, Пол Саттерфілд та Бен Шарпстін | Фантазія | «Учень чаклуна» Йоганн Вольфганг фон Гете                                                                                                   | Walt Disney & Ben Sharpsteen                 | Various                                          |
| 4  | «Дамбо»                            | 23 жовтня 1941    | Головний режисер: Бен Шарпстін Режисери: Семюел Армстронг, Норман Фергюсон, Вілфред Джексон, Джек Кінні та Білл Робертс                                                  | Джо Грант і Дік Хьюмер | «Дамбо, летючий слон» Хелен Аберсон і Гарольд Перл                                                                                          | Walt Disney                                  | Черчилль і Олівер Уоллес                         |
| 5  | «Бембі»                            | 13 серпня 1942    | Головний режисер: Девід Хенд Режисери: Джеймс Алгар, Семюел Армстронг, Грем Хайд, Білл Робертс, Пол Саттерфілд і Норман Райт                                             | Чак Кауч, Карл Фолберг, Ларрі Морі, Мел Шоу, Вернон Столлінгс і Ральф Райт | «Бембі» Фелікс Зальтен | Walt Disney                                  | Черчилль і Едвард Х. Пламб                       |
| 6  | «Привіт, друзі!»                   | 6 лютого 1943     | Норм Фергюсон, Вілфред Джексон, Джек Кінні, Гамільтон Ласке та Білл Робертс                                                                                              | Гомер Брайтман, Джо Грант, Дік Г'юмер, Гарольд Рівз, Рой Вільямс і Ральф Райт | Експедиція різних співробітників Disney Латинською Америкою за рахунок доброї волі                                                          | Walt Disney                                  | Сміт і Пламб                                     |
| 7  | «Троє кабальєрів»                  | 3 лютого 1945     | Головний режисер: Норм Фергюсон Режисери серіалу: Клайд Джеронімі, Джек Кінні, Білл Робертс і Гарольд Янг                                                                | Джеймс Бодреро, Гомер Брайтман, Дел Коннелл, Біллі Коттрелл, Білл Піт, Елмер Пламмер, Тед Сірс, Ернест Террасас, Рой Вільямс і Ральф Райт                                                                | Н/Д | Walt Disney                                  | Пламб, Сміт і Чарльз Волкотт                     |
| 8  | «Зіграй мою музику»                | 20 квітня 1946    | Клайд Джеронімі, Джек Кінні, Гамільтон Луске, Джошуа Мідор та Роберт Кормак                                                                                              | Джеймс Бодреро, Гомер Брайтман, Ервін Грем, Ерік Герні, Т. Хі, Сільвія Холланд, Дік Х'юмер, Дік Келсі, Дік Кінні, Джессі Марш, Том Ореб, Кеп Палмер, Ердман Пеннер, Дік Шоу, Джон Волбрідж і Рой Вільямс | «Петрик і вовк» Сергія Прокоф'єва | Walt Disney                                  | Еліот Деніел, Кен Дарбі, Волкотт, Воллес і Пламб |
| 9  | «Веселі і безтурботні»             | 27 вересня 1947   | Джек Кінні, Гамільтон Ласке, Вільям Морган і Білл Робертс | Гомер Брайтман, Елдон Дедіні, Ленс Ноллі, Том Ореб, Гаррі Рівз і Тед Сірс | «Ведмедик Бонго» Сінклер Лбюїс та «Джек і бобове зерно» Бенджамін Табарт                                                                    | Walt Disney                                  | Воллес, Сміт, Деніел і Волкотт                   |
| 10 | «Час мелодії»                      | 27 травня 1948    | Клайд Джеронімі, Вілфред Джексон, Джек Кінні та Гамільтон Ласке | Кен Андерсон, Гомер Брайтман, Біллі Коттрелл, Вінстон Хіблер, Джессі Марш, Боб Мур, Ердман Пеннер, Гаррі Рівз, Джо Рінальді, Тед Сірс, Арт Скотт і Джон Волбрідж                                         | «Життя Джонні Епплсід», «Маленький Гудок» Гарді Граматкі, «Дерева» Джойс Кілмер і Пекос Білл                                                | Walt Disney                                  | Деніел, Сміт і Дарбі                             |
| 11 | «Пригоди Ікабода та містера Тоада» | 5 жовтня 1949     | Джеймс Алгар, Клайд Джеронімі та Джек Кінні | Гомер Брайтман, Вінстон Гіблер, Ердман Пеннер, Гаррі Рівз, Джо Рінальді та Тед Сірс | «Вітер у вербах» Кеннет Грем та «Легенда про Сонну Балку» Вашингтон Ірвінг                                                                  | Walt Disney                                  | Воллес                                           |
| 12 | «Попелюшка»                        | 15 лютого 1950    | Клайд Джеронімі, Вілфред Джексон і Гамільтон Ласке | Кен Андерсон, Гомер Брайтман, Вінстон Хіблер, Білл Піт, Ердман Пеннер, Гаррі Рівз, Джо Рінальді та Тед Сірс                                                                                              | «Попелюшка» Шарль Перро | Walt Disney                                  | Воллес                                           |
| 13 | «Аліза в Країні Чудес»             | 28 липня 1951     | Клайд Джеронімі, Вілфред Джексон і Гамільтон Ласке | Мілт Банта, Дел Коннелл, Біллі Коттрелл, Джо Грант, Вінстон Хіблер, Дік Х'юмер, Дік Келсі, Том Ореб, Білл Піт, Ердман Пеннер, Джо Рінальді, Тед Сірс і Джон Волбрідж                                     | «Аліса у Дивокраї» та «Аліса в Задзеркаллі» Льюіс Керрол                                                                                    | Walt Disney                                  | Воллес                                           |
| 14 | «Пітер Пен»                        | 5 лютого 1953     | Клайд Джеронімі, Вілфред Джексон і Гамільтон Ласке | Мілт Банта, Біллі Коттрелл, Вінстон Хіблер, Білл Піт, Ердман Пеннер, Джо Рінальді, Тед Сірс і Ральф Райт                                                                                                 | «Пітер Пен» Джеймс Баррі | Walt Disney                                  | Воллес                                           |
| 15 | «Леді та Блудько»                  | 22 червня 1955    | Клайд Джеронімі, Вілфред Джексон і Гамільтон Ласке | Дон ДаГраді, Ердман Пеннер, Джо Рінальді та Ральф Райт | Домашній улюбленець Джо Гранта, англійський спрингер-спанієль Леді, Хеппі Ден, цинічний пес, леді та бродяга: історія двох собак, Ворд Грін | Walt Disney                                  | Воллес                                           |
| 16 | «Спляча красуня»                   | 29 січня 1959     | Головний режисер: Клайд Джеронімі Режисери: Лес Кларк, Ерік Ларсон і Вольфганг Райтерман                                                                                 | Ердман Пеннер | «Спляча красуня» Шарля Перро | Walt Disney                                  | Джордж Брунс                                     |
| 17 | «101 далматинець»                  | 25 січня 1961     | Клайд Джеронімі, Гамільтон Луске та Вольфганг Райтерман | Білл Піт | «101 далмантинець» Доді Сміт | Walt Disney                                  | Джордж Брунс                                     |
| 18 | «Меч у камені»                     | 25 грудня 1963    | Вольфганг Райтерман | Білл Піт | «Меч у камені» Теренс Генбері Вайт | Walt Disney                                  | Джордж Брунс                                     |
| 19 | «Книга джунглів»                   | 18 жовтня 1967    | Вольфганг Райтерман | Кен Андерсон, Ларрі Клеммонс, Венс Джеррі та Ральф Райт | «Книга джунглів» Редьярда Кіплінга | Walt Disney                                  | Джордж Брунс                                     |
| 20 | «Коти-аристократи»                 | 24 грудня 1970    | Вольфганг Райтерман | Кен Андерсон, Ларрі Клеммонс, Ерік Клеворт, Венс Джеррі, Юліус Свендсен, Френк Томас і Ральф Райт | «Таємне походження аристокотів» Тома Макгоуена та Тома Роу                                                                                  | Вінстон Гіблер і Рейтерман                   | Джордж Брунс                                     |
| 21 | «Робін Гуд»                        | 8 листопада 1973  | Вольфганг Райтерман | Кен Андерсон, Ларрі Клеммонс, Ерік Клеворт, Венс Джеррі, Юліус Свендсен, Френк Томас і Ральф Райт | «Легенда про Робін Гуда» | Рейтерман                                    | Джордж Брунс                                     |
| 22 | «Численні пригоди Вінні»           | 11 березня 1977   | Джон Лаунсбері та Вольфганг Райтерман | Кен Андерсон, Ікс Атенсіо, Тед Берман, Ларрі Клеммонс, Ерік Клеворт, Венс Джеррі, Вінстон Гіблер, Юліус Свендсен і Ральф Райт                                                                            | «Вінні-Пух» Алан Мілн | Рейтерман                                    | Бадді Бейкер                                     |
| 23 | «Рятівники»                        | 22 червня 1977    | Джон Лаунсбері та Вольфганг Райтерман | Кен Андерсон, Ікс Атенсіо, Тед Берман, Ларрі Клеммонс, Ерік Клеворт, Венс Джеррі, Вінстон Гіблер, Юліус Свендсен і Ральф Райт                                                                            | Серія книг «Рятувальники» Марджері Шарп | Рейтерман і Рон В. Міллер                    | Арті Батлер                                      |
| 24 | «Лис і мисливський пес»            | 10 липня 1981     | Тед Берман, Річард Річ та Арт Стівенс | Берман, Ларрі Клеммонс, Венс Джеррі, Стів Хьюлетт, Ерл Кресс, Берні Маттінсон, Девід Міченер і Пітер Янг                                                                                                 | Деніел П. Меннікс «Лисиця та собака». | Рон У. Міллер, Вольфганг Райтерман і Стівенс | Бейкер                                           |
| 25 | «Чорний казан»                     | 24 липня 1985     | Тед Берман і Річард Річ | Берман, Венс Джеррі, Джо Гейл, Девід Джонас, Рой Моріта, Річ, Арт Стівенс, Ел Вілсон і Пітер Янг | Серія книг «Хроніки Придейна» Ллойда Александера                                                                                            | Джо Хейл і Рон В. Міллер                     | Елмер Бернстайн                                  |
| 26 | «Великий мишачий детектив»         | 2 липня 1986      | Рон Клементс, Берні Маттінсон, Девід Міченер і Джон Маскер | Клементс, Венс Джеррі, Стів Халетт, Маттінсон, Міченер, Брюс М. Морріс, Маскер, Меттью О'Каллаган, Мелвін Шоу та Пітер Янг                                                                               | Серія книг «Базила з Бейкер-стріт» Єви Тітус                                                                                                | Маттінсон                                    | Генрі Манчіні                                    |
| 27 | «Олівер і Компанія»                | 18 листопада 1988 | Джордж Скрібнер | Джим Кокс, Тімоті Дж. Дісней і Джеймс Менголд | «Пригоди Олівера Твіста» Чарлз Дікенс | Кетлін Гевін                                 | Дж. А. С. Редфорд                                |
| 28 | «Русалонька»                       | 17 листопада 1989 | Джон Маскер і Рон Клементс | Джон Маскер і Рон Клементс | «Русалонька» Ганс Крістіан Андерсен | Говард Ешман і Маскер                        | Алан Менкен                                      |
| 29 | «Рятувальники. Операція Австралія» | 16 листопада 1990 | Гендель Бутой і Майк Габріель | Джим Кокс, Кері Кіркпатрік, Байрон Семпсон і Джо Ранфт | Серія книг «Рятувальники» Марджері Шарп | Томас Шумахер                                | Брюс Бротон                                      |
| 30 | «Красуня і чудовисько»             | 22 листопада 1991 | Гері Трусдейл і Кірк Вайз | Лінда Вулвертон | «Красуня і чудовисько» Жанна-Марі Лепринс де Бомон                                                                                          | Дон Хан                                      | Менкен                                           |
| 31 | «Аладдін»                          | 25 листопада 1992 | Джон Маскер і Рон Клементс | Клементс, Маскер, Тед Елліотт і Террі Россіо | «Аладдін і чарівна лампа» з «Тисяча й одна ніч»                                                                                             | Маскер і Клементс                            | Менкен                                           |
| 32 | «Король Лев»                       | 24 червня 1994    | Роджер Аллерс і Роб Мінкофф | Ірен Меккі, Джонатан Робертс і Лінда Вулвертон | «Гамлет» Вільям Шекспір | Дон Хан                                      | Ганс Циммер                                      |
| 33 | «Покахонтас»                       | 23 червня 1995    | Майк Габріель і Ерік Голдберг | Карл Біндер, Сюзанна Грант і Філіп Лазебник | «Життя Покахонтас та Джона Сміта» | Яків Пентокос                                | Менкен                                           |
| 34 | «Горбань із Нотр-Дама»             | 21 червня 1996    | Гері Трусдейл і Кірк Вайз | Історія: Таб Мерфі Сценарій: Мерфі, Ірен Меккі, Боб Цудікер, Ноні Вайт і Джонатан Робертс | «Собор Паризької Богоматері» Віктор Гюго | Дон Хан                                      | Менкен                                           |
| 35 | «Геркулес»                         | 27 червня 1997    | Джон Маскер і Рон Клементс | Клементс, Маскер, Дональд МакЕнері, Боб Шоу та Ірен Меккі | Давньогрецький міт про Геракла та історії проСупермена                                                                                      | Еліс Дьюї, Маскер і Клементс                 | Менкен                                           |
| 36 | «Мулан»                            | 19 червня 1998    | Баррі Кук і Тоні Бенкрофт | Сюжет: Роберт Д. Сан-Сусі Сценарій: Ріта Сяо, Кріс Сандерс, Філіп Лазебнік, Реймонд Сінгер та Юдженія Боствік-Сінгер                                                                                     | «Хуа Мулань» Гуо Маукьян | Пем Коутс                                    | Jerry Goldsmith                                  |
| 37 | «Тарзан»                           | 18 червня 1999    | Кевін Ліма та Кріс Бак | Таб Мерфі, Боб Цудікер і Ноні Вайт | «Тарзан серед мавп» Едгар Райс Барроуз | Бонні Арнольд                                | Марк Манчіна                                     |
| 38 | «Фантазія-2000»                    | 16 грудня 1999    | Джеймс Алгар, Пол і Гаетан Бріцці, Гендель Бутой, Френсіс Глебас, Ерік Голдберг, Дон Хан і Піксот Хант                                                                   | Фантазія-2000 | «Непохитний олов'яний солдатик» Ганс Крістіан Андерсен і Ноїв ковчег                                                                        | Рой Дісней та Дональд В. Ернст               | Різні                                            |
| 39 | «Динозавр»                         | 19 травня 2000    | Ральф Зондаг і Ерік Лейтон | Сюжет: Джон Харрісон, Роберт Нельсон Джейкобс, Том Енрікес і Зондаг Сценарій: Гаррісон і Джейкобс | оригінальний сценарій Волона Гріна | Пем Марсден                                  | Джеймс Ньютон Горвард                            |
| 40 | «Пригоди імператора»               | 15 грудня 2000    | Марк Діндал | Сюжет: Кріс Вільямс і Діндал Сценарій: Девід Рейнольдс | Міфологія інків | Ренді Фулмер                                 | Джон Дебні                                       |
| 41 | «Атлантида: Загублена імперія»     | 15 червня 2001    | Гері Трусдейл і Кірк Вайз | Сюжет: Вайз, Трусдейл, Джосс Ведон, Брайс, Джекі Забел і Теб Мерфі Сценарій: Мерфі | Легенда про Атлантиду | Дон Хан                                      | Джеймс Ньютон Ховард                             |
| 42 | «Ліло і Стіч»                      | 21 червня 2002    | Кріс Сандерс і Дін Деблуа | Кріс Сандерс і Дін Деблуа | Неопублікована дитяча книга Сандерса | Кларк Спенсер                                | Алан Сільвестрі                                  |
| 43 | «Планета скарбів»                  | 27 листопада 2002 | Джон Маскер і Рон Клементс | Сюжет: Клементс, Маскер, Тед Елліотт і Террі Россіо Сценарій: Клементс, Маскер і Роб Едвардс | «Острів скарбів» Роберт Луїс Стівенсон | Рой Конлі, Маскер і Клементс                 | Джеймс Ньютон Ховард                             |
| 44 | «Братик ведмедик»                  | 1 листопада 2003  | Аарон Блейз і Роберт Вокер | Теб Мерфі, Лорн Кемерон, Девід Хоселтон, Стів Бенчіч і Рон Дж. Фрідман | Н/Д | Чак Вільямс                                  | Манчіна                                          |
| 45 | «Вдома на пасовищі»                | 2 квітня 2004     | Вілл Фінн і Джон Сенфорд | Сюжет: Фінн, Сенфорд, Майкл Лабаш, Сем Левін, Марк Кеннеді та Роберт Ленс Сценарій: Фінн і Сенфорд | Н/Д | Еліс Дьюї Голдстоун                          | Менкен                                           |
| 46 | «Курча Ціпа»                       | 4 листопада 2005  | Марк Діндал | Сюжет: Діндал і Марк Кеннеді Сценарій: Стів Бенчіч, Рон Дж. Фрідман і Рон Андерсон | Генні Пенні | Ренді Фулмер                                 | Дебні                                            |
| 47 | «Секрет Робінсонів»                | 30 березня 2007   | Стівен Дж. Андерсон | Джон А. Бернштейн, Мішель Спріц, Дон Холл, Натан Грено, Ауріан Редсон, Джо Матео та Андерсон | Вільям Джойс «День з Вілбуром Робінсоном».                                                                                                  | Дороті МакКім                                | Денні Ельфман                                    |
| 48 | «Вольт»                            | 21 листопада 2008 | Кріс Вільямс і Байрон Ховард | Ден Фогельман і Вільямс | Скасована оригінальна версія American Dog Кріса Сандерса                                                                                    | Кларк Спенсер                                | Джон Павелл                                      |
| 49 | «Принцеса і Жаба»                  | 11 грудня 2009    | Джон Маскер і Рон Клементс | Сюжет: Клементс, Маскер, Грег Ерб і Джейсон Оремленд Сценарій: Клементс, Маскер і Роб Едвардс | «Царівна-жаба» Е. Д. Бейкер | Пітер Дель Вечо                              | Ренді Ньюман                                     |
| 50 | «Заплутана історія»                | 24 листопада 2010 | Натан Грено та Байрон Ховард | Ден Фогельман | «Рапунцель» Братів Грімм | Рой Конлі                                    | Менкен                                           |
| 51 | «Вінні Пух»                        | 15 липня 2011     | Стівен Дж. Андерсон і Дон Холл | Андерсон, Кліо Чіанг, Дон Догерті, Холл, Кендел Хойер, Браян Кесінгер, Ніколь Мітчелл і Джеремі Спірс | Серія книг Вінні-Пух А. А. Мілна | Пітер Дель Вечо та Кларк Спенсер             | Генрі Джекмен                                    |
| 52 | «Ральф-руйнівник»                  | 2 листопада 2012  | Rich Moore | Сюжет: Мур, Філ Джонстон і Джим Рірдон Сценарій: Джонстон і Дженніфер Лі | Різні відео та аркадні ігри, зокрема Donkey Kong і Pac-Man                                                                                  | Кларк Спенсер                                | Генрі Джекмен                                    |
| 53 | «Крижане серце»                    | 27 листопада 2013 | Кріс Бак і Дженніфер Лі | Сюжет: Бак, Лі та Шейн Морріс Сценарій: Лі | «Снігова королева» Ганс Крістіан Андерсен                                                                                                   | Пітер Дель Вечо                              | Крістоф Бек                                      |
| 54 | «Супер шістка»                     | 7 листопада 2014  | Дон Холл і Кріс Вільямс | Роберт Л. Берд, Ден Герсон і Джордан Робертс | Big Hero 6 від Man of Action | Рой Конлі                                    | Джекман                                          |
| 55 | «Зоотрополіс»                      | 4 березня 2016    | Байрон Говард і Річ Мур | Сюжет: Говард, Мур, Джаред Буш, Джим Рірдон, Джозі Трінідад, Філ Джонстон і Дженніфер Лі Сценарій: Буш і Джонстон                                                                                        | Н/Д | Кларк Спенсер                                | Майкл Джаккіно                                   |
| 56 | «Ваяна»                            | 23 листопада 2016 | Джон Маскер і Рон Клементс | Сюжет: Клементс, Маскер, Кріс Вільямс, Дон Холл, Памела Рібон, Аарон та інші Джордан Канделл Сценарій: Джаред Буш                                                                                        | Полінезійські культури та гавайський міф про Мауї                                                                                           | Оснат Шурер                                  | Манчіна                                          |
| 57 | «Ральф-руйнівник 2: Інтернетрі»    | 21 листопада 2018 | Річ Мур і Філ Джонстон | Сюжет: Мур, Джонстон, Джим Рірдон, Памела Рібон і Джозі Тринідад Сценарій: Джонстон і Рібон | eBay, YouTube, BuzzFeed, & Діснеївські принцеси                                                                                             | Кларк Спенсер                                | Джекман                                          |
| 58 | «Крижане серце 2»                  | 22 листопада 2019 | Кріс Бак і Дженніфер Лі | Сюжет: Бак, Лі, Марк Е. Сміт, Крістен Андерсон-Лопес і Роберт Лопес Сценарій: Лі | «Снігова королева» Ганс Крістіан Андерсен                                                                                                   | Пітер Дель Вечо                              | Бек                                              |
| 59 | «Рая та останній дракон»           | 5 березня 2021    | Дон Холл і Карлос Лопес Естрада | Сюжет: Пол Бріггс, Холл, Адель Лім, Лопес Естрада, Кіл Мюррей, Кві Нгуєн, Джон Ріпа та Дін Веллінс Сценарій: Нгуєн і Лім                                                                                 | Південно-Східна Азія | Оснат Шурер і Пітер Дель Вечо                | Джеймс Ньютон Говард                             |
| 60 | «Енканто»                          | 24 листопада 2021 | Джаред Буш і Байрон Ховард | Сюжет: Буш, Говард, Шеріз Кастро Сміт, Джейсон Хенд, Ненсі Крус і Лін-Мануель Міранда Сценарій: Сміт і Буш                                                                                               | Колумбійська культура | Івет Меріно та Кларк Спенсер                 | Жермен Франко                                    |
| 61 | «Дивний світ»                      | 23 листопада 2022 | Дон Голл | Куй Нгуєн | Pulp-журнал | Рой Конлі                                    | Генрі Джекман                                    |

### Майбутні фільми
| #  | Фільм     | Дата випуску      | Режисер(и)                  | Сценарист(и) | На основі        | Продюсер(и) | Композитор(и) |
| -- | --------- | ----------------- | --------------------------- | ------------ | ---------------- | ----------- | ------------- |
| 62 | «Бажання» | 22 листопада 2023 | Кріс Бак і Фавн Вірасунторн | Дженніфер Лі | 100-річчя Діснея | TBA         | Джулія Майклз |

## Супутні виробництва
| Назва                                             | Дата випуску      | Студія                                        | Послуги з візуальних ефектів/анімації                                                |
| ------------------------------------------------- | ----------------- | --------------------------------------------- | ------------------------------------------------------------------------------------ |
| «Огляд мультфільмів Уолта Діснея на премію Оскар» | 19 травня 1937    | Walt Disney Productions                       | Основні факультети                                                                   |
| «Неохочий дракон»                                 | 20 червня 1941    | Walt Disney Productions                       | Основні факультети                                                                   |
| «Перемога за допомогою повітряної сили»           | 17 липня 1943     | Walt Disney Productions                       | Основні факультети                                                                   |
| «Пісня Півдня»                                    | 12 листопада 1946 | Walt Disney Productions                       | Основні факультети                                                                   |
| «Так дорогий моєму серцю»                         | 29 листопада 1948 | Walt Disney Productions                       | Основні факультети                                                                   |
| «Мері Поппінс»                                    | 27 серпня 1964    | Walt Disney Productions                       | Основні факультети                                                                   |
| «Ліжкові ручки та мітли»                          | 7 жовтня 1971     | Walt Disney Productions                       | Основні факультети                                                                   |
| «Дракон Піта»                                     | 3 листопада 1977  | Walt Disney Productions                       | Основні факультети                                                                   |
| «Хто підставив кролика Роджера»                   | 22 червня 1988    | Картинки Touchstone Amblin Entertainment      | Основні факультети                                                                   |
| «Качині історії: Скарб чарівної лампи»            | 3 серпня 1990     | Картинки Уолта Діснея Disney MovieToons       | Анімація Діснея Франція                                                              |
| Жах перед Різдвом                                 | 29 жовтня 1993    | Картинки Touchstone Skellington Productions   | Н/Д                                                                                  |
| «Тупий фільм»                                     | 7 квітня 1995     | Картинки Уолта Діснея Disney MovieToons       | Анімація Діснея Франція Disney Animation Австралія Disney Animation Canada (Торонто) |
| «Джеймс і гігантський персик»                     | 12 квітня 1996    | Картинки Уолта Діснея Skellington Productions | Н/Д                                                                                  |
| «Зачарована»                                      | 21 листопада 2007 | Картинки Уолта Діснея                         | Анімація Джеймса Бакстера                                                            |
| «Порятунок містера Бенкса»                        | 13 грудня 2013    | Картинки Уолта Діснея                         | Н/Д                                                                                  |
| «Мері Поппінс повертається»                       | 19 грудня 2018    | Картинки Уолта Діснея                         | Цинесіть Framestore Картинки Luma Піксомондо TPO VFX Студія Дункан                   |
| «Чіп і Дейл: Рятувальники»                        | 20 травня 2022    | Картинки Уолта Діснея                         | Компанія Moving Picture Mercury Filmworks Картинки пристрасті Топ малювання анімації |
| «Зачарована 2»                                    | 2022              | Картинки Уолта Діснея                         | Компанія Moving Picture Тонізуюча ДНК                                                |

## Прийом

### Касові збори
| Назва                              | Бюджет       | Старт      | США        | Світ        | Прим.         |
| ---------------------------------- | ------------ | ---------- | ---------- | ----------- | ------------- |
| «Білосніжка і семеро гномів»       | $1.5 млн     | Н/Д        | $184.9 млн | $416.0 млн  | [ 9 ] [ 10 ]  |
| «Піноккіо»                         | $2.6 млн     | Н/Д        | $84.3 млн  | Н/Д         | [ 11 ]        |
| «Фантазія»                         | $2.3 млн     | Н/Д        | $76.4 млн  | Н/Д         | [ 12 ]        |
| «Дамбо»                            | $950,000     | Н/Д        | $1.6 млн   | Н/Д         | [ 13 ]        |
| «Бембі»                            | $1.7 млн     | Н/Д        | $102.2 млн | $267.4 млн  | [ 14 ]        |
| «Привіт, друзі!»                   | Н/Д          | Н/Д        | Н/Д        | Н/Д         |               |
| «Троє кабальєрів»                  | Н/Д          | Н/Д        | Н/Д        | Н/Д         |               |
| «Зіграй мою музику»                | Н/Д          | Н/Д        | Н/Д        | $2.25 млн   |               |
| «Веселі і безтурботні»             | Н/Д          | Н/Д        | Н/Д        | $2.4 млн    |               |
| «Час мелодії»                      | Н/Д          | Н/Д        | Н/Д        | $1.8 млн    |               |
| «Пригоди Ікабода та містера Тоада» | Н/Д          | Н/Д        | Н/Д        | Н/Д         |               |
| «Попелюшка»                        | $2.9 млн     | Н/Д        | $85.0 млн  | $263.6 млн  | [ 15 ]        |
| «Аліза в Країні Чудес»             | $3 млн       | Н/Д        | $5.2 млн   | Н/Д         | [ 16 ]        |
| «Пітер Пен»                        | $4 млн       | Н/Д        | $87.4 млн  | $145.0 млн  | [ 17 ] [ 18 ] |
| «Леді та Блудько»                  | $4 млн       | Н/Д        | $93.6 млн  | Н/Д         | [ 19 ]        |
| «Спляча красуня»                   | $6 млн       | Н/Д        | $51.6 млн  | Н/Д         | [ 20 ]        |
| «101 далматинець»                  | $3.6 млн     | Н/Д        | $144.9 млн | $215.9 млн  | [ 21 ] [ 22 ] |
| «Меч у камені»                     | $3 млн       | Н/Д        | $22.2 млн  | Н/Д         | [ 23 ] [ 24 ] |
| «Книга джунглів»                   | $4 млн       | Н/Д        | $141.8 млн | $205.8 млн  | [ 25 ]        |
| «Коти-аристократи»                 | $4 млн       | Н/Д        | $55.7 млн  | Н/Д         | [ 26 ] [ 27 ] |
| «Робін Гуд»                        | $5 млн       | Н/Д        | $32.1 млн  | Н/Д         | [ 28 ] [ 29 ] |
| «Численні пригоди Вінні»           | Н/Д          | Н/Д        | Н/Д        | Н/Д         |               |
| «Рятівники»                        | $7.5 млн     | Н/Д        | $71.2 млн  | Н/Д         | [ 30 ] [ 31 ] |
| «Лис і мисливський пес»            | $12 млн      | Н/Д        | $63.5 млн  | Н/Д         | [ 32 ] [ 33 ] |
| «Чорний казан»                     | $44 млн      | $4.2 млн   | $21.3 млн  | Н/Д         | [ 34 ] [ 35 ] |
| «Великий мишачий детектив»         | $14 млн      | $3.2 млн   | $38.6 млн  | Н/Д         | [ 36 ]        |
| «Олівер і Компанія»                | $31 млн      | $4.0 млн   | $74.2 млн  | Н/Д         | [ 37 ]        |
| «Русалонька»                       | $40 млн      | $6.0 млн   | $111.5 млн | $211.3 млн  | [ 38 ] [ 39 ] |
| «Рятувальники. Операція Австралія» | Н/Д          | $3.5 млн   | $27.9 млн  | $47.4 млн   | [ 40 ] [ 41 ] |
| «Красуня і чудовисько»             | $25 млн      | $9.6 млн   | $219.0 млн | $425.0 млн  | [ 42 ]        |
| «Аладдін»                          | $28 млн      | $19.3 млн  | $217.4 млн | $504.1 млн  | [ 43 ]        |
| «Король Лев»                       | $45 млн      | $40.9 млн  | $422.8 млн | $968.5 млн  | [ 44 ]        |
| «Покахонтас»                       | $55 млн      | $29.5 млн  | $141.6 млн | $346.1 млн  | [ 45 ]        |
| «Горбань із Нотр-Дама»             | $70 млн      | $21.0 млн  | $100.1 млн | $325.3 млн  | [ 46 ] [ 47 ] |
| «Геркулес»                         | $85 млн      | $21.5 млн  | $99.1 млн  | $252.7 млн  | [ 48 ]        |
| «Мулан»                            | $90 млн      | $22.7 млн  | $120.6 млн | $304.3 млн  | [ 49 ] [ 50 ] |
| Т«арзан»                           | $130 млн     | $34.2 млн  | $171.1 млн | $448.2 млн  | [ 51 ]        |
| «Фантазія-2000»                    | $80 млн      | $2.9 млн   | $60.7 млн  | $90.9 млн   | [ 52 ]        |
| «Динозавр»                         | $127.5 млн   | $38.9 млн  | $137.7 млн | $349.8 млн  | [ 53 ] [ 54 ] |
| «Пригоди імператора»               | $100 млн     | $9.8 млн   | $89.3 млн  | $169.3 млн  | [ 55 ]        |
| «Атлантида: Загублена імперія»     | $120 млн     | $20.3 млн  | $84.1 млн  | $186.1 млн  | [ 56 ]        |
| «Ліло і Стіч»                      | $80 млн      | $35.3 млн  | $145.8 млн | $273.1 млн  | [ 57 ]        |
| «Планета скарбів»                  | $140 млн     | $12.1 млн  | $38.2 млн  | $109.6 млн  | [ 58 ]        |
| «Братик ведмедик»                  | $46 млн      | $19.4 млн  | $85.3 млн  | $250.4 млн  | [ 59 ] [ 60 ] |
| «Вдома на пасовищі»                | $110 млн     | $13.9 млн  | $50.0 млн  | $145.5 млн  | [ 61 ]        |
| «Курча Ціпа»                       | $150 млн     | $40.0 млн  | $135.4 млн | $314.4 млн  | [ 62 ]        |
| «Секрет Робінсонів»                | $150 млн     | $25.1 млн  | $97.8 млн  | $169.3 млн  | [ 63 ] [ 64 ] |
| «Вольт»                            | $150 млн     | $26.2 млн  | $114.1 млн | $310.0 млн  | [ 65 ]        |
| «Принцеса і Жаба»                  | $100 млн     | $24.2 млн  | $104.4 млн | $267.0 млн  | [ 66 ] [ 67 ] |
| «Заплутана історія»                | $260 млн     | $48.8 млн  | $200.8 млн | $591.8 млн  | [ 68 ]        |
| «Вінні Пух»                        | $30 млн      | $7.9 млн   | $26.7 млн  | $49.9 млн   | [ 69 ]        |
| «Ральф-руйнівник»                  | $165 млн     | $49.0 млн  | $189.4 млн | $471.2 млн  | [ 70 ]        |
| «Крижане серце»                    | $150 млн     | $67.4 млн  | $400.7 млн | $1.290 млрд |               |
| «Супер шістка»                     | $165 млн     | $56.2 млн  | $222.5 млн | $657.8 млн  | [ 71 ]        |
| «Зоотрополіс»                      | $150 млн     | $75.1 млн  | $341.3 млн | $1.024 млрд | [ 72 ]        |
| «Ваяна»                            | $150 млн     | $56.6 млн  | $248.8 млн | $643.3 млн  | [ 73 ]        |
| «Ральф-руйнівник 2: Інтернетрі»    | $175 млн     | $56.2 млн  | $201.1 млн | $529.3 млн  | [ 74 ]        |
| «Крижане серце 2»                  | $150 млн     | $130.3 млн | $477.4 млн | $1.450 млрд | [ 75 ]        |
| «Рая та останній дракон»           | $100 млн     | $8.5 млн   | $54.7 млн  | $130.4 млн  | [ 76 ]        |
| «Енканто»                          | $120–150 млн | $27.2 млн  | $95.4 млн  | $255.5 млн  | [ 77 ]        |